# Evangelio de la Venganza del Salvador

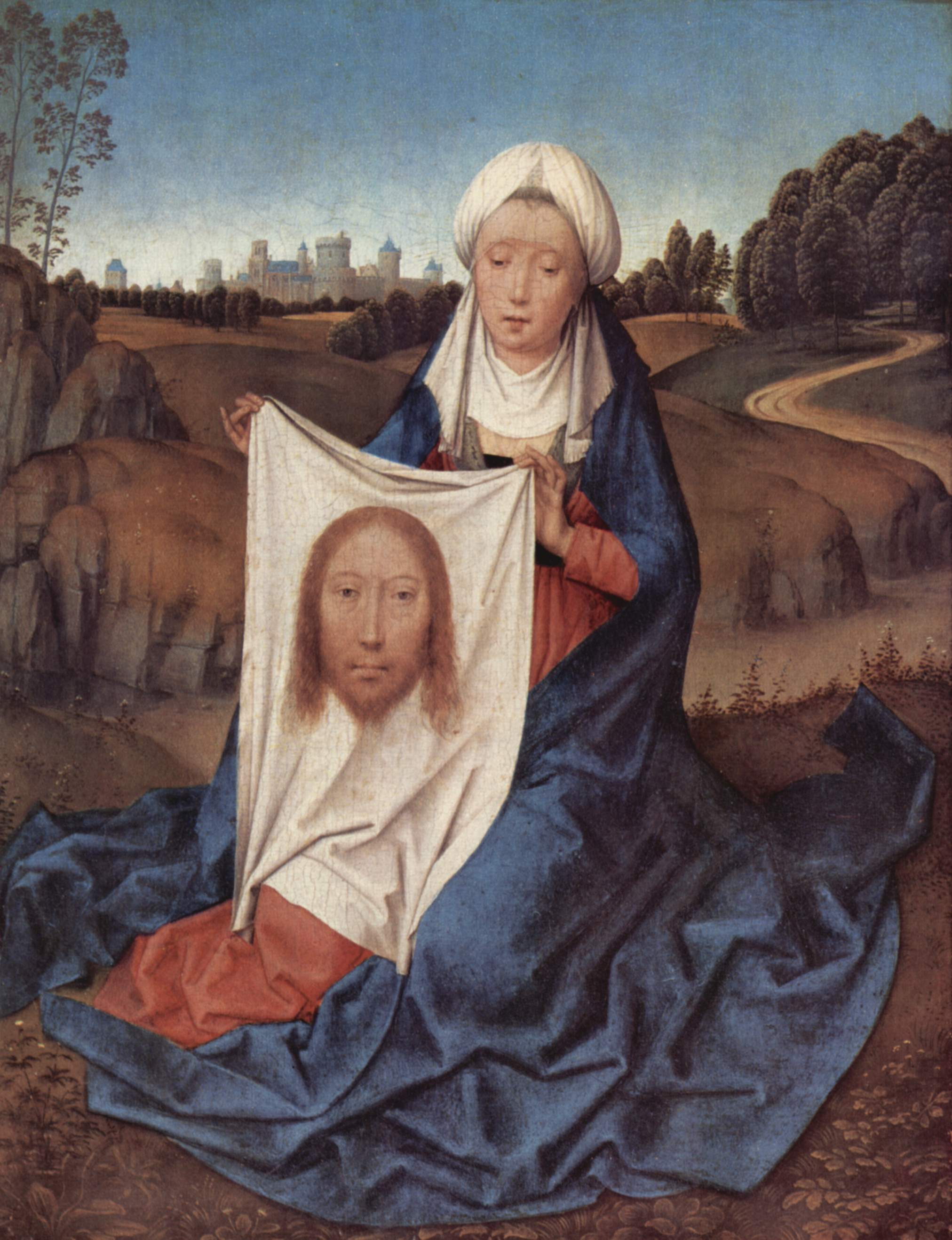
Santa Verónica y el velo milagrosamente impreso con el rostro de Jesús. Hans Memling, alrededor de 1470 (Galería Nacional de Arte, Washington D. C.)

Vindicta Salvatoris, a veces conocido por su título traducido  Evangelio de la venganza del Salvador, es un texto legendario que, al igual que otros suplementos del Evangelio de Nicodemo, se agrupa entre los Apócrifos del Nuevo Testamento.  Incluye la historia del milagroso velo de Verónica de Santa Verónica, impreso con el rostro de Jesús, que también aparece en el poco anterior Cura de Tibério. Existen dos versiones latinas de la Vindicta Salvatoris, ambas fechadas en los siglos VIII o IX y se cree que fueron compuestas en el sur de Francia.

## Contenido
El texto relata que Titus fue un gobernante local bajo el emperador Tiberius en la región de Equitania en la ciudad libia llamada Burdigalla o Burgidalla. Titus, que sufre de cáncer de rostro, escucha a Natán, un comerciante árabe de Judea, acerca de los milagros de Jesús.  Al aceptar a Jesús como Señor y condenar a los judíos que lo ejecutaron, Titus se cura de inmediato.  Él envía por Vespasiano, y juntos parten hacia Judea, donde destruyen Jerusalén para vengar a Jesús.  Informan a Tiberio, también enfermo de forma incurable, quien envía a su ministro Velosianus a Judea para obtener más información. Se entera del velo de Verónica, y también escucha la historia completa de la crucifixión y resurrección, incluida la parte de Poncio Pilato en la historia, de José de Arimatea.  José y Verónica acompañan a Velosiano a Roma.  Tiberio se cura con el velo de Verónica y acepta el cristianismo.  Pilato es encarcelado.

## Versiones
La versión más corta fue publicada por Constantin von Tischendorf en Evangelio apócrifo, una colección de textos griegos y latinos.
La versión más larga no se publicó por completo hasta 1996, pero apareció un resumen en 1932. En esta versión, Titus es de Burdeos y Pilato es finalmente encarcelado en Vienne (ambas ciudades de la Francia moderna), donde se mantiene en la oscuridad y se le prohíbe cualquier comida cocinada.  Al final, pide una manzana y un cuchillo para pelarla, y se suicida apuñalándose con el cuchillo.  La gente de Vienne, después de varios intentos fallidos de deshacerse de su cuerpo, logra hacerlo flotando por el Ródano en un barril.  Golpea una roca, que se abre para envolver el cuerpo de Pilato.
La historia se hizo muy conocida en la Europa occidental medieval.  Hay y traducciones al francés antiguo. La Vindicta Salvatoris también fue la fuente principal de dos epopeyas religiosas, la Destruction de Jérusalem, una canción de gesta en francés antiguo,y The Siege of Jerusalem, un poema aliterado en inglés medio.